# برد بجر
برد بجر (انگلیسی: Bert Badger; ۴ اکتبر ۱۸۸۲ – ۱۶ مارس ۱۹۶۵) بازیکن فوتبال اهل بریتانیا بود.
از باشگاه‌هایی که در آن بازی کرده‌است می‌توان به باشگاه فوتبال آرسنال، باشگاه فوتبال ناتینگهام فارست، باشگاه فوتبال تاتنهام هاتسپر، باشگاه فوتبال برنتفورد، باشگاه فوتبال کلاکتون، باشگاه فوتبال واتفورد، و باشگاه فوتبال برنتفورد اشاره کرد.